# Zerfaliu
Zerfaliu é uma comuna italiana da região da Sardenha, província de Oristano, com cerca de 1.141 habitantes. Estende-se por uma área de 15 km², tendo uma densidade populacional de 76 hab/km². Faz fronteira com Ollastra, Paulilatino, Simaxis, Solarussa, Villanova Truschedu.